# 김성국 (언론인)
김성국(金聖國, 1930년~)은 조선민주주의인민공화국의 언론인이다. 조선중앙방송위원회의 기자, 국장, 부위원장, 초급당비서를 지냈으며, 조선기자동맹 중앙위 위원장, 6.15 공동선언실천 북측준비위의 부위원장, 언론분과위원장을 역임했다.